# República de Logone
La República de Logone, oficialmente Dar El Kuti, es una región autónoma parcialmente realizada, autoproclamada y  protoestatal reconocida internacionalmente como parte de la República Centroafricana. Fue creada por el movimiento rebelde musulmán Seleka el 14 de diciembre de 2015.

## Antecedentes
En marzo de 2013, durante la  Guerra Civil de la República Centroafricana, que comenzó un año antes, los rebeldes musulmanes de Seleka obligaron al presidente cristiano de la República Centroafricana, François Bozizé, a abandonar su cargo. Esto dio lugar a la violencia de las milicias cristianas anti-balaka. La ONU envió tropas de MINUSCA y programó un referéndum constitucional para el 13 de diciembre de 2015 y elecciones nacionales para el 27 de diciembre con el fin de estabilizar el país, pero Noureddine Adam, líder del Renacimiento Centroafricano (FPRC), una de las cuatro milicias musulmanas Seleka, se abstuvo de las elecciones previstas.  En su opinión, los musulmanes y los cristianos ya no podían vivir juntos en un país. El 14 de diciembre de 2015, el portavoz de Adam, Maouloud Moussa, declaró la República autónoma de Logone en el noreste del país. Explicó que primero querían lograr la autonomía dentro de la República Centroafricana y, finalmente, la independencia absoluta.
Más tarde, se anunció que el nombre de la nueva república era «Dar El Kuti». El nombre fue tomado del histórico sultanato de Dar El Kuti. La bandera de Dar El Kuti ya estaba puesta al día siguiente en varios pueblos como Tiringoul, Ndifa y Mele. Para el fin de semana, las ceremonias de la bandera se planearon en Kaga-Bandoro, N'Délé, Bria y Birao.[cita requerida] La bandera muestra tres franjas horizontales en amarillo, por el oro del Norte, negro, porque el norte fue abandonado por el gobierno en Bangui y verde por la fertilidad de la tierra. En el centro de la franja negra hay una estrella negra. La bandera rebelde izada por la gendarmería local fue pronto retirada en la ciudad de N'Délé por las fuerzas de mantenimiento de la paz de la ONU.
Louisa Lombard, profesora de antropología en la Universidad de Yale, explicó que es posible que la declaración de una nueva república sea una táctica de negociación para las próximas elecciones o un método para aumentar la influencia, y que los rebeldes realmente no creen que sea factible crear un nuevo estado.